# Scott Bryce
Scott Macalister Bryce (New York, 6 januari 1958) is een Amerikaans acteur, filmproducent, filmregisseur en scenarioschrijver.

## Biografie
Bryce heeft de high school doorlopen aan de Staples High School in Westport (Connecticut).
Bryce begon met acteren in het theater, hij speelde eenmaal op Broadway. In 1977 speelde hij in het toneelstuk Caesar and Cleopatra.
Bryce begon in 1982 met acteren op televisie in de televisieserie As the World Turns. Hierna heeft hij nog meerdere rollen gespeeld in televisieseries en films zoals Murphy Brown (1990-1992), L.A. Law (1991-1993), Up Close & Personal (1996), Popular (1999-2001) en One Life to Live (2006). Voor zijn rol in de televisieserie As the World Turns werd hij viermaal genomineerd, in 1986 en 1987 voor een Daytime Emmy Award en in 1986 en 1988 voor een Soap Opera Digest Award.
Bryce is getrouwd.

## Filmografie[2]

### Films
Uitgezonderd korte films.
- 2021 Redemption in Cherry Springs - als Dan Birch
- 2012 Not Waving But Drowning – als Damon
- 2010 The Pack – als Jack Jordan Sr.
- 1999 Silk Hope – als Jake
- 1999 Ghost Dog: The Way of the Samurai – als accountent
- 1998 Above Freezing – als ??
- 1997 TV-Dad – als ??
- 1996 Pandora's Clock – als Keith Erickson
- 1996 Up Close & Personal – als Rob Sullivan
- 1993 I Can Make You Love Me – als Sam Waters
- 1992 Exclusive – als Chandler
- 1992 Lethal Weapon 3 – als jongeman
- 1990 Close Encounters – als ??

### Televisieseries
Uitgezonderd eenmalige gastrollen.
- 2014 - 2020 Beacon Hill - als senator Tom Wesley - 6 afl.
- 2017 The Good Fight - als Rupert Lennox - 3 afl.
- 2013 Deception - als Frank Dexter - 5 afl.
- 2012 Person of Interest - als Adnan Petrosian - 1 afl.
- 2011 Homeland – als majoor Foster – 2 afl.
- 2009 – 2010 30 Rock – als Dave / Michael Templeton – 2 afl.
- 1997 – 2009 Law & Order – als Otto Bradshaw / Steve Taylor / Steven Tashjian – 3 afl.
- 1982 – 2008 As the World Turns – als Craig Montgomery – 124 afl.
- 2006 One Life to Live – als Dr. Crosby – 6 afl.
- 2004 Whoopi – als Stan – 2 afl.
- 1999 – 2001 V.I.P. – als agent Darman – 2 afl.
- 1999 – 2001 Popular – als Mike McQueen – 43 afl.
- 1991 – 1993 L.A. Law – als advocaat Robert Pavlik – 4 afl.
- 1990 – 1992 Murphy Brown – als Will Forrest – 6 afl.
- 1992 2000 Malibu Road – als Scott Sterling – 6 afl.
- 1988 The Facts of Life – als Rick Bonner – 4 afl.

### Filmproducent
- 2012 The Elisha Stockwell Story - film
- 2012 The Sybil Ludington Story - film
- 2010 Steamboat – televisieserie
- 2010 Frederick Douglass: Pathway from Slavery to Freedom – film
- 2010 Voices of Sculpture – documentaire

### filmregisseur
- 2012 The Elisha Stockwell Story - film
- 2012 The Sybil Ludington Story - film
- 2010 Steamboat – televisieserie

### Scenarioschrijver
- 1997 TV-Dad - film